# Banga (Aklan)
Pour les articles homonymes, voir Banga.
Banga (officiellement municipalité de Banga : en aklanon Banwa it Banga ; en hiligaïnon Banwa sang Banga ; en tagalog : Bayan ng Banga) est une municipalité de troisième classe de la province d'Aklan, aux Philippines.
Lors du recensement de 2020, sa population s'élève à 40 318 habitants.

## Géographie
Banga est l'une des dix-sept municipalités de la province d'Aklan, sur l'île de Panay, dans la région des Visayas occidentales au centre des Philippines ; elle est située à la pointe nord-est de l'île, à 9 kilomètres de Kalibo, chef-lieu de la province.
D'une superficie totale de 84,53 kilomètres carrés, Banga est divisée administrativement en 30 barangays (districts) :
- Agbanawan
- Bacan
- Badiangan
- Cerrudo
- Cupang
- Daguitan
- Daja Norte
- Daja Sur
- Dingle
- Jumarap
- Lapnag
- Libas
- Linabuan Sur
- Mambog
- Mangan
- Muguing
- Pagsanghan
- Palale
- Poblacion
- Polo
- Polocate
- San Isidro
- Sibalew
- Sigcay
- Taba-ao
- Tabayon
- Tinapuay
- Torralba
- Ugsod
- Venturanza